# Agustí Bassols
Agustín María Bassols Parés (Barcelona, 17 de junio de 1924-Barcelona, 25 de abril de 2018) fue un abogado  y político español.
Se licenció en Derecho por la Universidad de Barcelona. En 1967 fue socio fundador de Òmnium Cultural y miembro de su junta directiva hasta 1977, y también vicepresidente del comité ejecutivo del Congreso de Cultura Catalana (1975-1977). Formó parte de la junta del Colegio de Abogados de Barcelona de 1978 a 1982, donde fue cofundador y presidente de la sección de derecho lingüístico y presidente de la Comisión de Defensa de la Cultura Catalana. 
Militante de Unió Democràtica de Catalunya, en las elecciones al Parlamento de Cataluña de 1988 fue elegido diputado de Convergencia i Unió por la provincia de Barcelona, y ocupó el cargo de Consejero de Justicia de la Generalidad de Cataluña de 1982 a 1986 y de 1988 a 1991, y Consejero de Gobernación de la Generalidad de Cataluña de 1986 a 1988. Impulsó la modernización del derecho civil catalán, especialmente el Código de Sucesiones de 1991. 
Miembro de la Real Academia de Jurisprudencia y Legislación de Cataluña y del Consejo Consultivo de la Generalidad de Cataluña, del cual en 2000 fue nombrado presidente. Ha sido presidente de la comisión ejecutiva del Patronato de la Montaña de Montserrat. En 1985 fue galardonado con la Cruz de San Raimundo de Peñafort y ha colaborado en la Revista Jurídica de Cataluña.
En 2009 encabezó la nueva asociación independentista Sobiranía i Justicia, en defensa de la independencia de Cataluña. También presidió la comisión evaluadora de la consulta sobre la independencia de Cataluña en Arenys de Munt, el equivalente no oficial de la junta electoral que habilita las elecciones. En abril de 2010 fue galardonado con la Cruz de Sant Jordi por parte de la Generalidad de Cataluña.

## Obras jurídicas
- Mil anys de dret a Catalunya (1989)
- El dret civil dels catalans (1990) con Josep M. Mas i Solench
- La col·lació en el dret civil a Catalunya (1997)